# Christian Hansen Hølen
Christian Hansen Hølen (Fåberg, 5 januari 1771 – aldaar, 26 mei 1827) was een Noors violist.
Hij mocht vioolspelen bij de gratie van de Deense stadhouder Peter Høeg. In 1803 huwde hij Marte Engebretsdatter Jørstad. Uit dat huwelijk kwam voort Engebret Christiansen Bræin, die op jonge leeftijd aan tyfus overleed. Diens enige zoon Christian Bræin was het begin van een soort stamboom van musici in Noorwegen, die in de 21e eeuw vertegenwoordigd wordt door Ditte Marie Bræin.